# Serro
Serro est une municipalité brésilienne, dans l'État du Minas Gerais. Elle fait partie de la mésorégion métropolitaine de Belo Horizonte et de la microrégion de Conceição do Mato Dentro. En 2010, sa population était estimée à 20 833 habitants.
La ville fut fondée en 1702 par des chercheurs d'or dans une région nommée par les populations indiennes Ivituruí (en tupi-guarani : ivi « vent », turi « colline », huí « froid »), d'où dérive le toponyme portugais Serro do Frio ou Serro Frio (« montagne froide »). La croissance rapide de la ville due à l'affluence des chercheurs d'or provoqua son élévation en 1714 au rang de bourg (vila) et de municipalité sous le nom de Vila do Príncipe. La découverte de mines de diamant entraîna en 1720 la création de la comarque de Serro do Frio (une circonscription judiciaire) ayant son siège dans la ville.
Les mines d'or et de diamant furent exploitées pendant près d'un siècle : la production est telle que la valeur du diamant baissera de 75 % sur le marché international. Mais au début du XIXe siècle, l'épuisement progressif des ressources minières provoqua un déclin du bourg, qui fut élevée au rang de ville (cidade) en 1838 sous le nom de Serro pour lutter contre ce mouvement.
Ce déclin économique et son éloignement des grandes voies de communication fit que Serro a pu conserver son patrimoine historique qui a été protégé par l'IPHAN (l'Institut du Patrimoine Historique et Artistique National) en 1938.
Aujourd'hui, la principale ressource de la ville est l'élevage (son fromage est réputé), ainsi que le tourisme.

## Maires
| Période | Période | Identité               | Étiquette | Qualité |
| ------- | ------- | ---------------------- | --------- | ------- |
| 2009    | 2012    | Guilherme Simões Neves | PTB       |         |